# María Eugenia Bielsa
María Eugenia Bielsa (Rosario, 10 de marzo de 1958) es una arquitecta, docente y política argentina. En 2003 se convirtió en la primera vicegobernadora de la provincia de Santa Fe. Fue diputada provincial por el peronismo entre 2011 y 2013.
El 10 de diciembre de 2019 asumió como Ministra de Desarrollo Territorial y Hábitat de la Nación Argentina, y el 11 de noviembre del año 2020 presentó la renuncia a pedido del presidente. El organismo que cumplía las actividades similares a las del mencionado Ministerio, años anteriores, fue la Secretaría de Vivienda y Desarrollo Urbano, dependiente del entonces Ministerio del Interior, Obras Públicas y Vivienda.

## Biografía
Nació en el seno de una familia de renombre de la ciudad de Rosario. Es la hija menor del matrimonio entre la docente cordobesa Lidia Caldera, y del abogado y docente universitario rosarino Rafael Pedro Bielsa. Además es nieta del administrativista Rafael Bielsa, uno de los fundadores de la rama del Derecho Administrativo en la Argentina, y hermana de Rafael Bielsa, ex Ministro de Relaciones Exteriores de Argentina y de Marcelo Bielsa, director técnico de fútbol.
En una familia de abogados ella supo desde pequeña que su vocación era la arquitectura, obteniendo el título de arquitecta en la Universidad Nacional de Rosario en 1981. Cuando estaba en el quinto año de la carrera conoció al que años más tarde se convertiría en su esposo. Ambos tienen un hijo con la misma afición.
Desde mediados de la década del '80 se dedica a la docencia en la Facultad de Arquitectura de la UNR, donde entre 1991 y 1992 también fue Secretaria de Investigación y Asistencia Técnica. En la Facultad de Arquitectura en la Universidad Nacional de Rosario, fue ad honorem parte del concejo de la Secretaría de Extensión Universitaria, donde desarrolló varios programas culturales (música, cine, debate). 
En 2007 falleció su esposo Daniel Soria.

### Carrera política

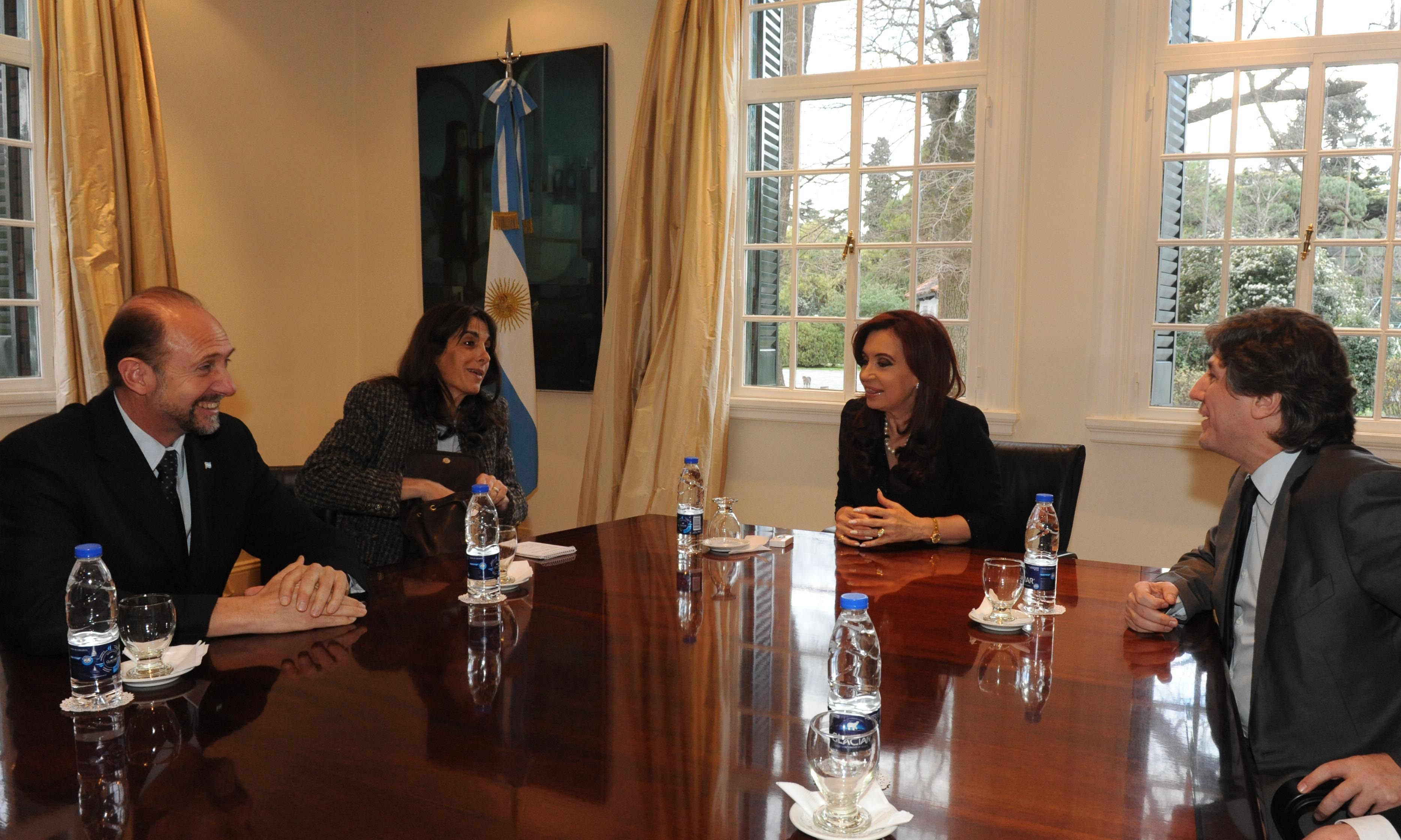
Bielsa en una reunión con la presidenta Fernández de Kirchner, el vicepresidente Boudou y Omar Perotti.

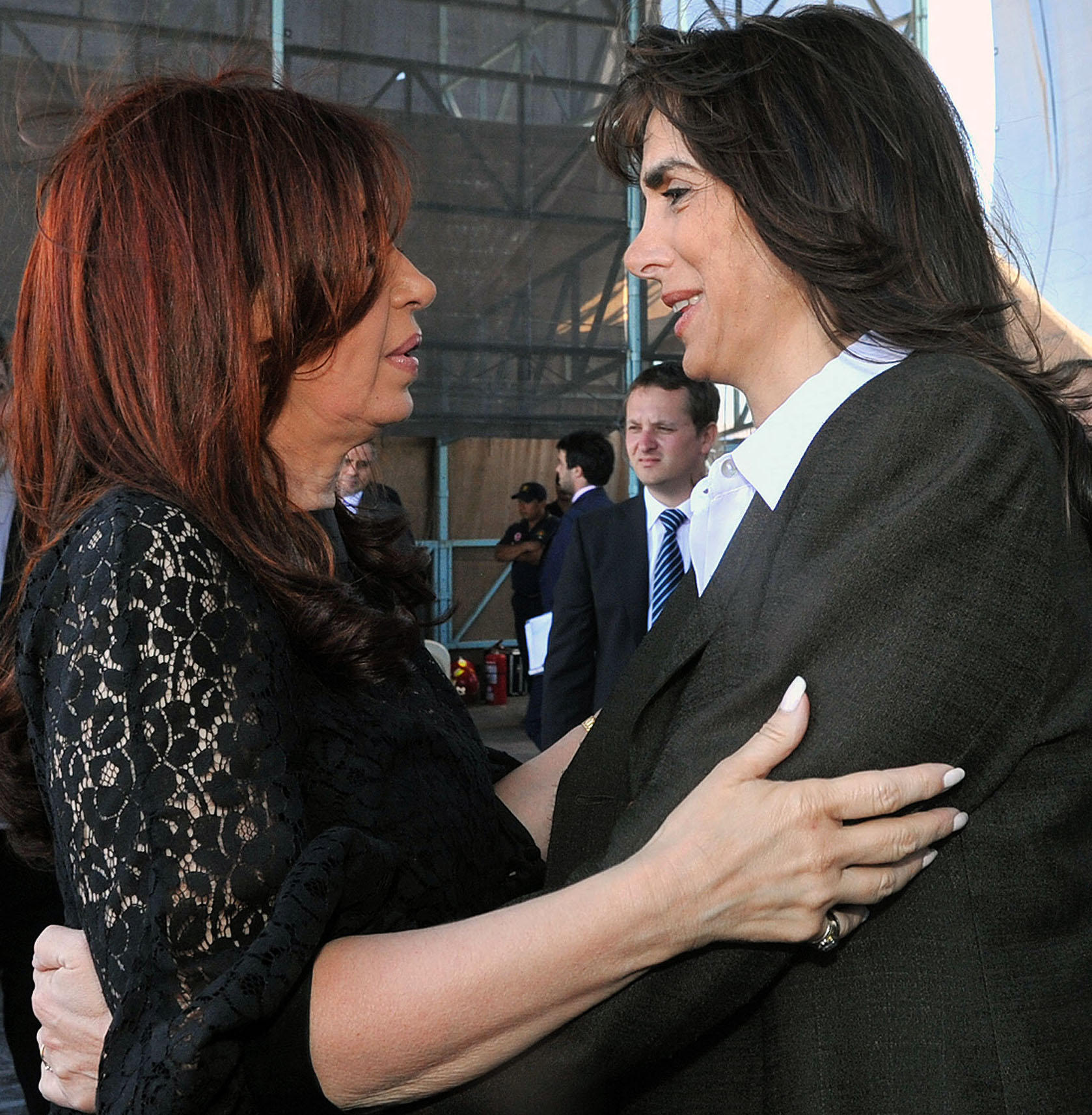
Bielsa, junto a la presidenta Fernández de Kirchner en una muestra agroindustrial de Las Parejas, Santa Fe.

Su primer cargo público de importancia fue en 1993, cuando fue designada como Directora de Servicio Público de la Vivienda de la Municipalidad de Rosario. En este cargo estuvo hasta 1995.
En 2003 llegó al puesto de más relevancia en su carrera política cuando fue elegida vicegobernadora de la provincia de Santa Fe, compartiendo lista con Jorge Obeid como Gobernador.
En 2007 fue elegida Concejal de la ciudad de Rosario, y formó un bloque propio junto a Fernando Rosúa denominado "Encuentro por Rosario".
Siendo concejal, se comprometió con la lucha frente a los grandes actores del negocio inmobiliario, logrando ser la redactora final de la Ordenanza que prohíbe el levantamiento de barrios privados dentro del perímetro de Rosario, aprobada en 2010. Presentó proyectos para  la descentralización administrativa, la apertura de nuevos atención primaria en salud y centros de promoción comunitaria en los barrios. También presentó proyectos para la publicación de las normas en la web de la Municipalidad y para la creación de un Programa de prevención social del delito.
En 2011, en la elección debut de la boleta única, ganó la interna de diputados del PJ con más de 300.000 votos donde fue la más votada de la provincia incluso que por cualquiera de los candidatos a gobernador; y logró ser electa diputada provincial con más de 580.000 votos al encabezar la lista Por esa legitimación de las urnas, consideraba natural que le fuera conferida la presidencia de la Cámara, pero en su lugar resultó elegido Luis Rubeo.
Renunció como diputada en febrero de 2013 en  desacuerdo entre la alianza de sectores del PJ con el socialismo santafesino Su último proyecto presentado fue en oos la profesionalización de la policía con la obligatoriedad de realizar tres años de estudios antes de ejercer su tarea.
Tras ello vuelve a su estudio de arquitectura y a la docencia universitaria.
Para las elecciones de gobernador del año 2015 declinó frente a la posibilidad de ser candidata a gobernadora. 
En medio del debate nacional por la legalización del aborto, manifestó su posición a favor del proyecto de ley.
El 10 de enero de 2019 presentó su precandidatura a Gobernadora por la lista Encuentro por Santa Fe, siendo Danilo Capitano su candidato a vicegobernador, y obteniendo el apoyo de varios gremios. Competiría en una interna contra Omar Perotti dentro del Frente Juntos: ella por la lista "Encuentro por Santa Fe" y él por la lista "Sumar". 
En las PASO, realizadas el 28 de abril, Perotti ganó la interna, logrando que ambas fórmulas del Frente Juntos en conjunto le ganasen al socialismo. Días después de la elección, Bielsa manifestó que acompañaría a Perotti para lograr el triunfo del peronismo.
Finalmente, en las elecciones generales del 16 de junio, el Frente Juntos se consagró como la lista ganadora con el 40% de los votos frente al 36% del socialismo, logrando que el peronismo vuelva a gobernar luego de 12 años continuos del Partido Socialista en la Gobernación.
Durante la campaña presidencial, se mostró junto al candidato del Frente de Todos, Alberto Fernández e incluso participaron del Foro de Ciudades realizado en Rosario. El 6 de diciembre de 2019, Fernández, ya como presidente electo, presentó a Bielsa como ministra de Desarrollo Territorial y Hábitat, cargo que asumió el 10 de diciembre. En agosto de 2020 anunció el relanzamiento del PRO.CRE.AR. A fines de septiembre se traspasó la tarea de urbanizar los barrios populares que tenía su ministerio al Ministerio de Desarrollo Social. El 11 de noviembre de ese año renunció a su cargo.